# Serie BCDymf 1001 y 1002 de CP
Esta serie de material circulante de CP estaba compuesta por dos unidades automotores a vapor, BCDymf1001 y BCDymf1002, también conocidas por el nombre del fabricante, la casa alemana Borsig. Llegaron a Portugal en 1906; fueron numeradas inicialmente como 201 y 202, y después como 71 y 72. Efetuaron servicios, entre muchos otros tramos, en el Ramal de Seixal.